# Championnats panaméricains de cyclisme de 2007
Navigation
Championnats panaméricains 2006 Championnats panaméricains 2008
Les Championnats panaméricains de cyclisme sont les championnats continentaux annuels de cyclisme sur route et sur piste pour les pays membres de la Confédération panaméricaine de cyclisme. 
Les compétitions se sont déroulées du 21 au 27 mai à Valencia, au Venezuela.

## Podiums

### Cyclisme sur route
| Épreuves                                | Or             | Argent            | Bronze           |
| --------------------------------------- | -------------- | ----------------- | ---------------- |
| Compétitions masculines élite           |                |                   |                  |
| Course en ligne                         | Martin Gilbert | Manuel Medina     | Carlos Hernández |
| Contre-la-montre                        | Libardo Niño   | Zachary Bell      | Tomás Gil        |
| Compétitions masculines moins de 23 ans |                |                   |                  |
| Course en ligne                         | Ralph Monsalve | Jackson Rodríguez | Rodolfo Ávila    |
| Contre-la-montre                        | Víctor Moreno  | Sergio Ortega     | Weimar Roldán    |
| Compétitions féminines                  |                |                   |                  |
| Course en ligne                         | Tina Pic       | Yumari González   | Gina Grain       |
| Contre-la-montre                        | Alison Powers  | Giuseppina Grassi | Dotsie Bausch    |

### Cyclisme sur piste
| Épreuves                | Or                                                                | Argent                                                           | Bronze                                                                     |
| ----------------------- | ----------------------------------------------------------------- | ---------------------------------------------------------------- | -------------------------------------------------------------------------- |
| Compétitions masculines |                                                                   |                                                                  |                                                                            |
| Kilomètre               | Ahmed López                                                       | Pablo Seisdedos                                                  | Yosmani Pol                                                                |
| Keirin                  | Julio César Herrera                                               | Hernán Sánchez                                                   | Ahmed López                                                                |
| Vitesse individuelle    | Michael Blatchford                                                | Julio César Herrera                                              | Hernán Sánchez                                                             |
| Vitesse par équipes     | Cuba Julio César Herrera Yosmani Pol Ahmed López                  | États-Unis Michael Blatchford Adam Duvendeck (en) Kevin Selker   | Canada Cam Mackinnon Lawrence Leroux Yannik Morin                          |
| Poursuite individuelle  | Carlos Alzate                                                     | Tomás Gil                                                        | Jorge Contreras                                                            |
| Poursuite par équipes   | Colombie Juan Pablo Forero Arles Castro Carlos Alzate Jairo Pérez | Venezuela Tomás Gil Richard Ochoa Franklin Chacón Yosvangs Rojas | République dominicaine Augusto Sánchez Jorge Pérez Euri Vidal Rafael Merán |
| Course aux points       | Arles Castro                                                      | Andris Hernández                                                 | Carlos Hernández                                                           |
| Américaine              | États-Unis Brad Huff Colby Pearce                                 | Chili Gonzalo Miranda Luis Fernando Sepúlveda                    | Cuba Michel Fernández Yunier Alonso                                        |
| Scratch                 | Luis Mansilla                                                     | Máximo Rojas                                                     | Cristian Clavero                                                           |
| Omnium                  | Brad Huff                                                         | Juan Esteban Arango                                              | Jorge Pérez                                                                |
| Compétitions féminines  |                                                                   |                                                                  |                                                                            |
| 500 mètres              | Lisandra Guerra                                                   | Diana García                                                     | Angie González                                                             |
| Keirin                  | Jennie Reed                                                       | Lisandra Guerra                                                  | Nancy Contreras                                                            |
| Vitesse individuelle    | Lisandra Guerra                                                   | Jennie Reed                                                      | Diana García                                                               |
| Vitesse par équipes     | Venezuela Karelia Machado Angie González                          | Cuba Lisandra Guerra Yumari González                             | Mexique                                                                    |
| Poursuite individuelle  | María Luisa Calle                                                 | Danielys García                                                  | Dalila Rodríguez                                                           |
| Course aux points       | Belem Guerrero                                                    | Sandra Gómez                                                     | Yoanka González                                                            |
| Scratch                 | Elizabeth Agudelo                                                 | Jessica Jurado                                                   | Janildes Fernandes                                                         |

## Tableau des médailles
69 médailles étaient distribuées lors de ces championnats.
| Rang  | Nation                 | Or | Argent | Bronze | Total |
| ----- | ---------------------- | -- | ------ | ------ | ----- |
| 1     | Colombie               | 6  | 4      | 3      | 13    |
| 2     | États-Unis             | 6  | 2      | 1      | 9     |
| 3     | Cuba                   | 5  | 4      | 5      | 14    |
| 4     | Venezuela              | 3  | 7      | 2      | 12    |
| 5     | Chili                  | 1  | 3      | 1      | 5     |
| 6     | Mexique                | 1  | 2      | 5      | 8     |
| 7     | Canada                 | 1  | 1      | 2      | 4     |
| 8     | République dominicaine | 0  | 0      | 2      | 2     |
| 9     | Argentine              | 0  | 0      | 1      | 1     |
| -     | Brésil                 | 0  | 0      | 1      | 1     |
| Total | Total                  | 23 | 23     | 23     | 69    |

## Bilan sportif
La Colombie a terminé en tête du bilan par nation. 
En totalisant six médailles d'or, comme les Colombiens, la sélection des États-Unis la talonne. De même que les Cubains qui décrochent 14 médailles (dont cinq en or), soit une de plus que les Cafeteros.
Avec le Venezuela et ses trois médailles d'or, ces quatre nations comptabilisent 20 médailles sur 23 possibles. Sept sélections nationales ont obtenu au moins un titre et dix au moins une médaille.
Sur le plan individuel, cinq pistards ont décroché deux titres. Carlos Alzate et Brad Huff ont obtenu deux médailles d'or. Les Cubains Julio César Herrera et Ahmed López y ont ajouté une autre médaille. Et la sprinteuse cubaine Lisandra Guerra termine "reine" des championnats avec quatre médailles (deux en or et deux en argent).
En comptabilisant les médaillés par équipes, 68 compétiteurs furent honorés d'une médaille au moins lors de cette compétition.